# USS Abraham Lincoln (CVN–72)

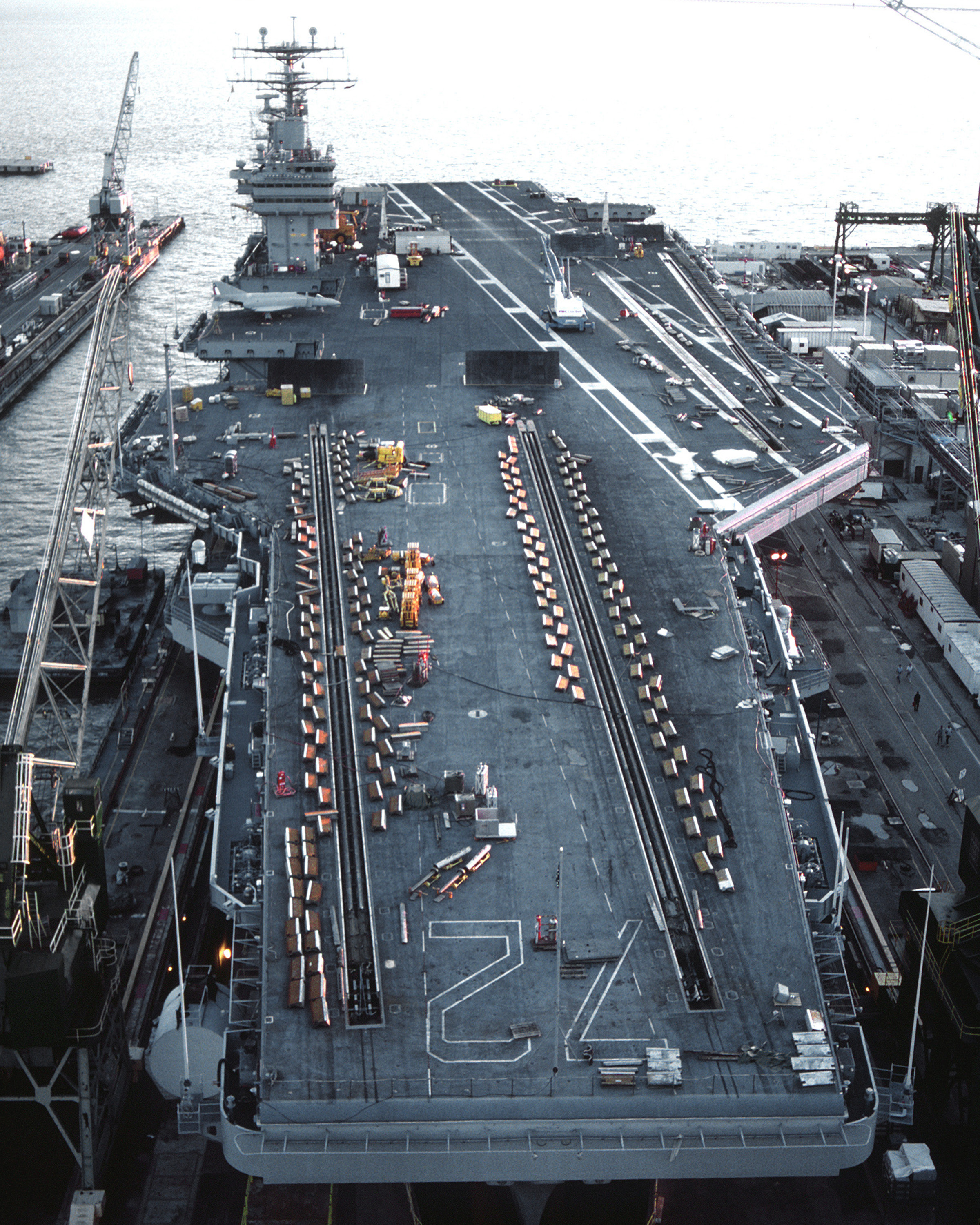
USS Abraham Lincoln, în doc uscat înainte de plecare la Newport, (mai 1990).

USS Abraham Lincoln (CVN–72) este un portavion cu propulsie nucleară al Marinei Statelor Unite, cel de-al cincilea portavion din clasa Nimitz. Și-a primit numele după cel de-al 16-lea președinte al SUA, Abraham Lincoln.

## Avioane care servesc la bordul portavionului
- patru escadrile de F/A-18 Hornet
- o escadrilă de avioane Grumman EA-6 Prowler pentru război electronic
- o escadrilă de  E-2 Hawkeye
- o escadrilă de elicoptere antisubmarin Seahawk

## Vezi și

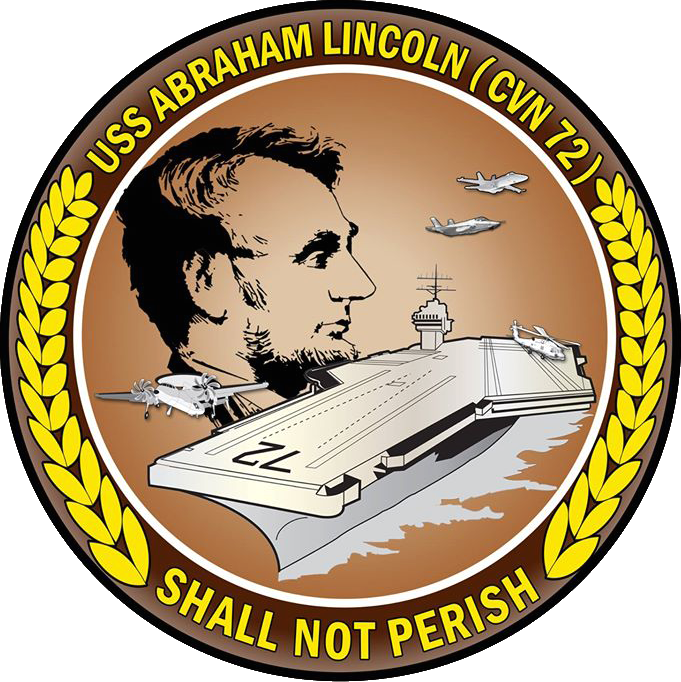
Insigna portavionului nuclear USS Abraham Lincoln

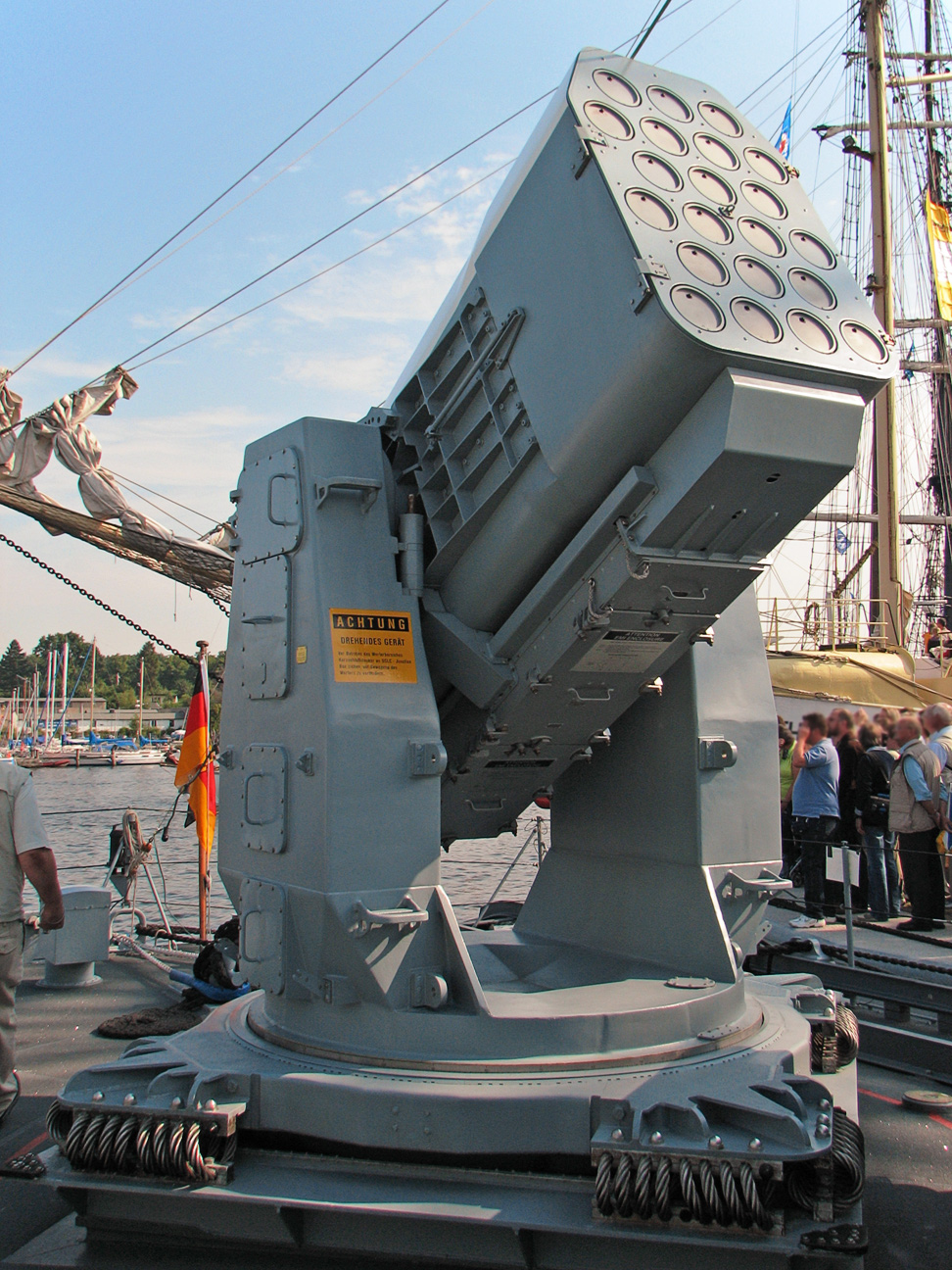
Lansator de rachete RIM

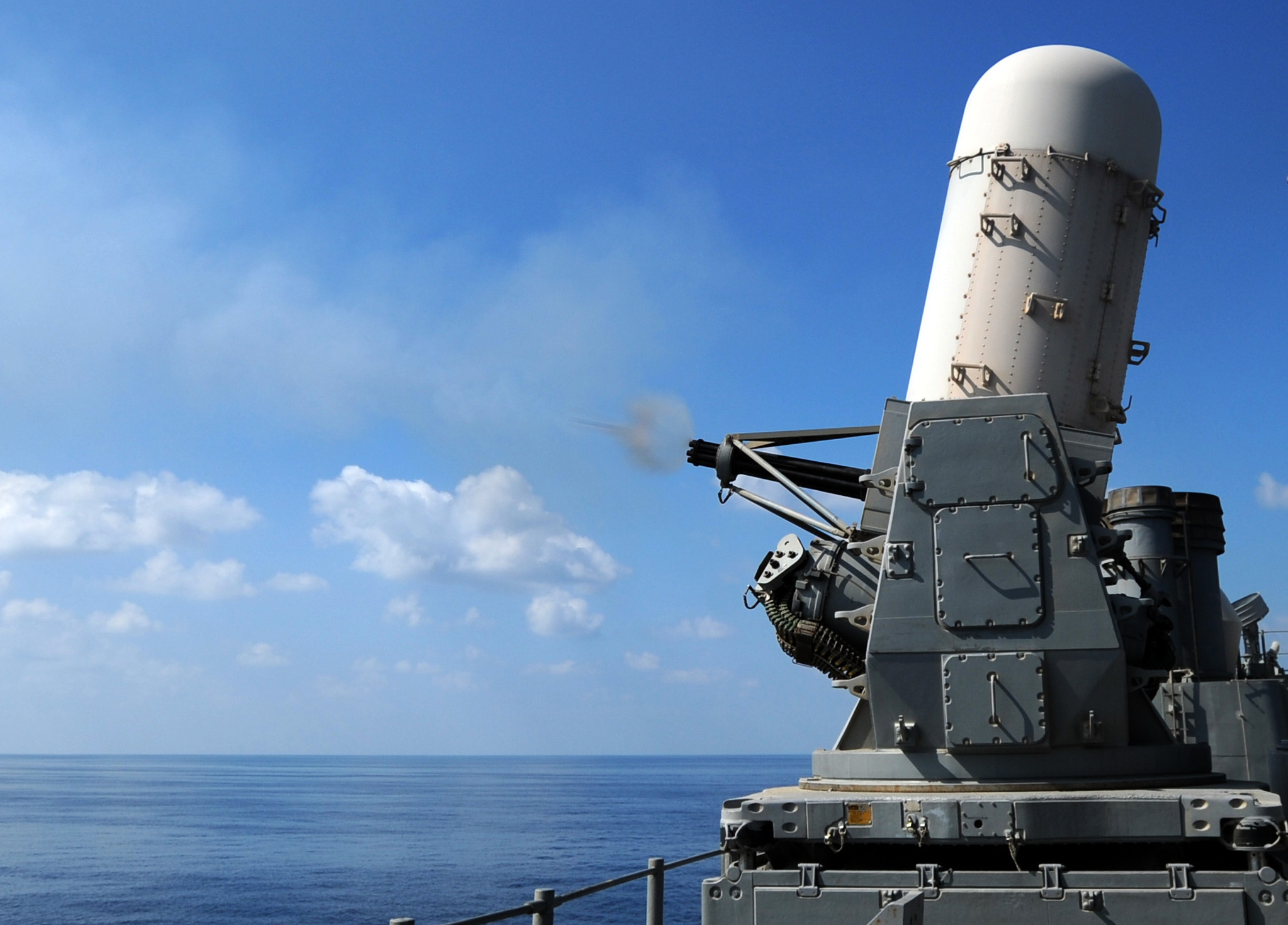
Sistem de apărare antirachetă Phalanx